# Fiecăruia ce i se cuvine (film)
Fiecăruia ce i se cuvine (titlul original: în italiană A ciascuno il suo) este un film dramatic italian, realizat în 1967 de regizorul Elio Petri, după romanul omonim al scriitorului Leonardo Sciascia, protagoniști fiind actorii Gian Maria Volonté, Irene Papas, Gabriele Ferzetti și Salvo Randone.

## Rezumat
Într-un orășel din Sicilia, farmacistul Arturo Manno, cunoscut pentru infidelitățile sale conjugale, și prietenul său, dr. Roscio, sunt uciși în timpul unei petreceri de vânătoare. Poliția încheie cazul ca o reglementare de conturi, pe seama geloziei.
Doi frați, împreună cu tatăl lor, sunt acuzați de uciderea lui Manno, deoarece farmacistul ar fi avut o aventură cu sora lor în vârstă de doar 15 ani. Însă Paolo Laurana, un profesor, fost militant comunist, adulmecă motive mai serioase, descoperă în special, că Roscio se pregătea să denunțe un notabil local compromis pentru afaceri cu Mafia și că Manno primea scrisori de amenințare.
Citirea jurnalului medicului, găsit de soția lui Luisa, pare să-i confirme suspiciunile. Cu toate acestea, Luisa, conștientă sau nu, îl atrage pe Laurana într-o capcană din care nu va ieși în viață. La ceva timp după înmormântarea profesorului Laurana, Luisa își sărbătorește căsătoria cu vărul ei, avocatul Rosello, celebrul notabil implicat în scrierile doctorului Roscio...

## Distribuție
- Gian Maria Volonté – Paolo Laurana
- Irene Papas – Luisa Roscio
- Gabriele Ferzetti – avocatul Rosello
- Salvo Randone – profesorul Roscio
- Luigi Pistilli – Arturo Manno, farmacistul
- Laura Nucci – mama lui Paolo
- Mario Scaccia – curato di Sant'Amo
- Luciana Scalise – Rosina, amanta lui Manno
- Leopoldo Trieste – deputatul comunist
- Giovanni Pallavicino – Raganà
- Franco Tranchina – doctor Antonio Roscio
- Anna Rivero – dna. Manno
- Orio Cannarozzo – inspectorul de poliție
- Carmelo Olivero – protopopul

## Premii și nominalizări
Festivalul Internațional de Film de la Cannes 1967
- Premiul pentru cel mai bun scenariu
- Nominalizare pentru Palme d'Or

Sindacato Nazionale Giornalisti Cinematografici Italiani 1968
- Premiul Nastro d'argento – Cel mai bun actor lui Gian Maria Volonté
- Premiul Nastro d'argento – Cel mai bun regizor lui Elio Petri
- Premiul Nastro d'argento – Cel mai bun actor în rol secundar lui Gabriele Ferzetti
- Premiul Nastro d'argento – Cel mai bun scenariu